# Проказинское многослойное поселение на реке Айдар
Проказинское поселение – комплексный многослойный бытовой памятник, содержащий яркие археологические свидетельства материальной культуры и хозяйственной деятельности древнего населения Доно-Днепровского междуречья: харьковско-воронежской позднекатакомбной культуры эпохи средней бронзы, финальнокатакомбной, поздней абашевской и развитой срубной культур рубежа средней, начала и развитой поздней бронзы. Материалы поселения хранятся в Луганском краеведческом музее.

## Общая характеристика поселения
Поселение расположено на расстоянии 1,1 км на северо-северо-восток от северо-восточной оконечности с. Проказино Старобельского района Луганской области в излучине правого берега реки Айдар. Занимает наиболее высокую часть длинного валообразного всхолмления вдоль левого края замытого овражка. Высота памятника над летним уровнем воды в реке 4-6 м. К западу от возвышенности находится широкая западина от древнего речного русла, заполняющаяся водой в период весенних разливов и превращающая территорию излучины с поселением в большой остров. Общая площадь памятника около 1000 метров квадратных. Распахивается. Высота всхолмления над окружающей пойменной зоной 0,6-0,7 м.
Поселение обнаружено в 1965 г. директором Старобельского музея Ф.И. Королько и сотрудником Луганского краеведческого музея И.А. Писларием. В последующие годы здесь неоднократно осуществлялся сбор подъемного материала. Стационарные раскопки проведены в 1991 и 1992 гг. за счет средств Луганского областного управления культуры под руководством С.Н. Санжарова. В 1992 г. в качестве консультанта в исследованиях принял участие С.Н. Братченко.
Прямоугольным раскопом была вскрыта площадь в 390 метров квадратных на глубину до 1 м. Материк представлен желтым суглинком на глубине 0,9-1 м. Над ним располагался слой погребенной почвы из темно-серого грунта с неровной видимой линией древнего горизонта толщиной 0,2-0,3 м. Над ним находился пласт культурного слоя из светло-серого гумуса мощностью 0,3-0,4 м. Толщина пахотного слоя 0,2-0,3 м.
В ходе стационарных исследований подтверждена многослойность памятника (немногочисленные кремнёвые изделия энеолита, керамика позднекатакомбного и финальнокатакомбного этапов, абашевской и развитой срубной культур). При этом, стратиграфически четкие прослойки в светло-сером гумусе не фиксировались. Однако материалы различных культур тяготели к определенным уровням залегания. Кремень энеолитического времени встречен на уровне древней поверхности в центральной и северной частях раскопа. Позднекатакомбные материалы распределены по всей площади раскопа и приурочены к глубинам 0,3-0,5 м, к нижнему уровню светло-серого гумуса. Финальнокатакомбная керамика большей частью выявлена в верхнем уровне этого слоя. На этом же уровне, впритык к уровню находок катакомбной культуры, встречена и абашевская керамика. Материалы развитой срубной культуры концентрировались преимущественно на южной периферии раскопа.
В пределах раскопа зафиксировано свыше 20 прокаленных пятен от очагов открытого типа. Они образуют основные три скопления и маркируются просадкой погребенного грунта под ними: центральное, северное и южное. Центральное скопление имело овальную форму (11 х 7 м) и ориентировано по линии юго-восток – северо-запад. В границах этого скопления на глубинах 0,33-0,55 м прослежено 11 округлых очагов диаметром 0,5-1,3 м. Такую же овальную форму (13 х 6 м) и ориентацию имело южное скопление, включающее 8 округло-овальных очагов на глубине 0,38-0,57 м средним диаметром 0,7 м. В северном скоплении выявлено 2 очага диаметром 0,4 м, обнаруженные на глубине 0,4-0,55 м.
По всей видимости, данные скопления очагов определяют остатки трех наземных жилищ, расположенных в ряд на гребне валообразного природного всхолмления. В пределах центрального и южного скоплений наблюдается уменьшение мощности погребенной почвы, свидетельствующее о просадке уровней основания жилых помещений. В каждом из скоплений фиксировалась повышенная концентрация катакомбной керамики, а в границах северного скопления встречены развалы сосудов. Здесь на площади 7 х 5 м на одном уровне найдены сразу 6 раздавленных сосудов позднекатакомбной и абашевской принадлежности.

## Материалы харьковско–воронежской позднекатакомбной культуры

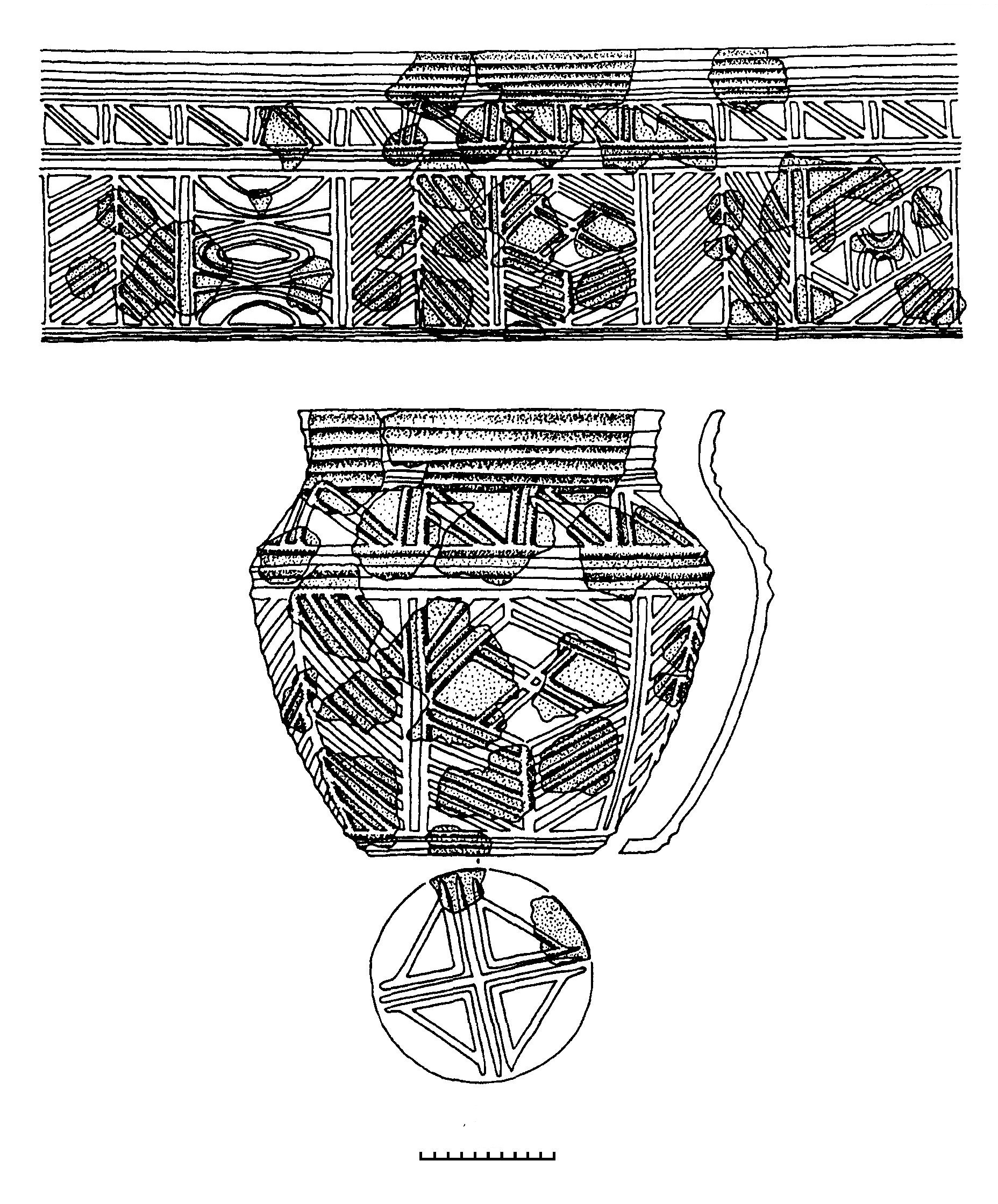
Катакомбная керамика

Позднекатакомбная коллекция находок Проказинского поселения по основным параметрам соответствует харьковско-воронежской культуре. Она представляет 3514 фрагментов керамики, 139 изделий из кремня и около 20 предметов из камня. Судя по шейкам, в керамической коллекции представлены обломки от 234 сосудов: 157 высокошейных, 70 короткошейных, одного реповидного и 6 чашеобразной форм. Типологическое размежевание поздней и финальной катакомбной керамики затруднено присутствием посуды переходных типов, обломков абашевских горшков и керамики синкретического типа с элементами керамических традиций обеих культур.
Отмечено уменьшение удельного веса в коллекции сосудов с прямыми шейками и увеличение степени их раструбности. В 17 случаях прослежены архаические шейки с максимальным расширением в центральной части, постепенно сужающиеся к венчику .Графические реконструкции форм говорят о доминировании стройных сосудов с плавным изгибом горла, выпуклыми плечиками и скругленными боковинами, расположенными на уровне верхней трети высоты корпуса. В орнаментации шеек использованы шнуровые многорядные пояски с наложением зигзагов сверху. В шнуровые пояски вписаны короткие штампы и круглые оттиски.Лучше представлены одинарные вдавления шнура, обычно под краем шеек и по горлу. Редкими становятся глубокие оттиски шнура, придающие поверхности волнистость. Чаще встречаются шнуровые зигзаги и заполненные треугольники, обращенные вершинами вверх. На отдельных шейках отмечены шнуровые фестончатые фигуры и пояски из оттисков изгиба веревочки. Наиболее представительна керамика с валиковым орнаментом. Продолжает использоваться техника круговых желобчатых линий в виде многорядья выделенных валиков, но с приостренными спинками. Одинарные и парные валики размещены обычно под краем шейки, на горле и в месте максимального расширения боковин. Шейки украшены многорядными поясками из простых и фигурных валиков с насечками и пальцевыми вдавлениями на спинках.
Для орнаментации плечиков и боковин чаще используются валиковые треугольные, зигзагообразные и фестончатые фигуры с включением налепных шишечек. Графическая реконструкция одного сосуда иллюстрирует сложный мифологический сюжет из выделенных валиков, расчлененных вертикальными зонами из елочек, ромбов, крестов и лопастей. Внешняя часть днища этого сосуда украшена крестообразным знаком.
Проказинское поселение дало серию изделий, типологически отнесенных к позднекатакомбной общности. Здесь встречен бронзовый черешковый нож с ребром вдоль оси лезвия и резким переходом от черешка к основанию клинка. Керамические изделия представлены лепным пряслицем с защипами по бортику и пряслицем, выточенным из стенки сосуда с валиками. К предметам металлургического производства относится обломок керамического сопла. Встречены фрагмент обушковой части сланцевого топора-молотка и два каменных песта. Один снабжен желобчатым перехватом по центру, позволяющим использовать инструмент в качестве привязного молота. Песчаниковые плитки (несколько десятков) разнятся конфигурацией и степенью сточенности граней.
Коллекция кремнёвых изделий насчитывает 139 предметов. Большинство (111 экз.) представляет отходы производства и лишены следов утилизации. Это – обломки и отщепы. Весь остальной материал свидетельствует, что на поселении практиковалось расщепление небольших нуклеусов с целью получения отщепов средних размеров (5х3 см) для последующего изготовления орудий. Использовался местный, преимущественно галечный кремень.

## Финальнокатакомбные материалы

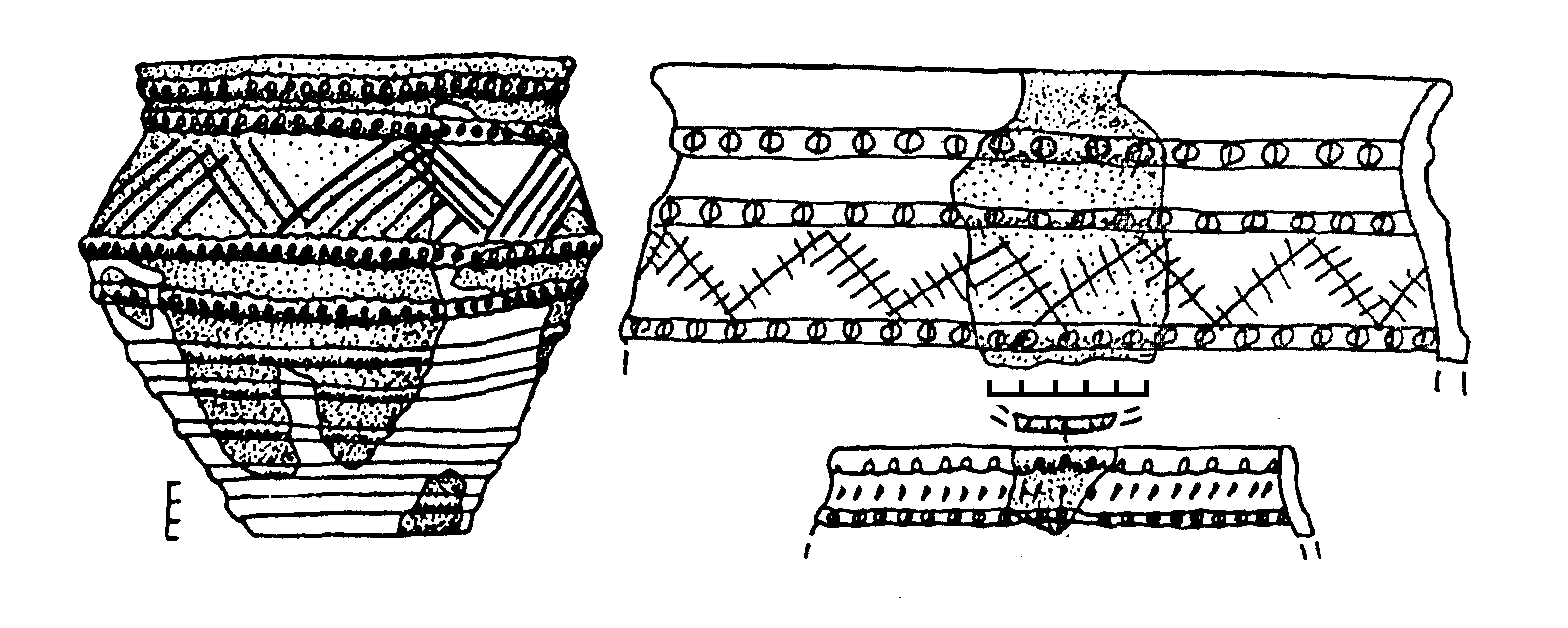
Финальнокатакомбная керамика

Они представляет незначительную часть керамической коллекции, состоящую из обломков от 26 короткошейных и баночных сосудов. Керамика этой группы вычленяется благодаря характерному составу глиняной массы и технике обработки поверхности. Формы сосудов, детали изгибов шеек и плечиков проявляют разнообразные вариации. Наиболее яркими и специфическими признаками являются появление желобчатых шеек, приостренного внутреннего ребра на горле и отвесность коротких плечиков. В декоре сосудов продолжают доминировать валиковые элементы.
Желобчатость шеек достигается за счет плавного изгиба и стяжки верхнего края. Выраженное внутреннее ребро образовано стыковкой под приостренным углом уплощенных плечиков и шейки. Многорядные валиковые композиции на поверхности шеек сокращаются. Для нанесения орнаментов чаще использованы простые выделенные и налепные валики с приостренными и скругленными спинками. Доминирующим явлением становятся различные насечки на валиках, глубокие пальцевые вдавления с ногтевыми отпечатками.
Валики маркируют верхний край шеек, горло и максимальный диаметр боковин. Валикообразный характер приобретает и оттянутый наружу край шейки. На плечевом поясе в сочетаниях с валиками использованы прочерченные линии в виде треугольников, одинарных и многорядных зигзагов, мелкие насечки. Последние часто составляют системы параллельных круговых поясков. Многорядьем валиков украшены и придонные части.
Специфичны горшки с сильной степенью раструбности (отгиба) шеек. У внутреннего края шеек на таких горшках наблюдаются круговые уступчики и валики, по всей видимости, имеющие практическое назначение в качестве упоров для крышек.

## Позднеабашевские материалы

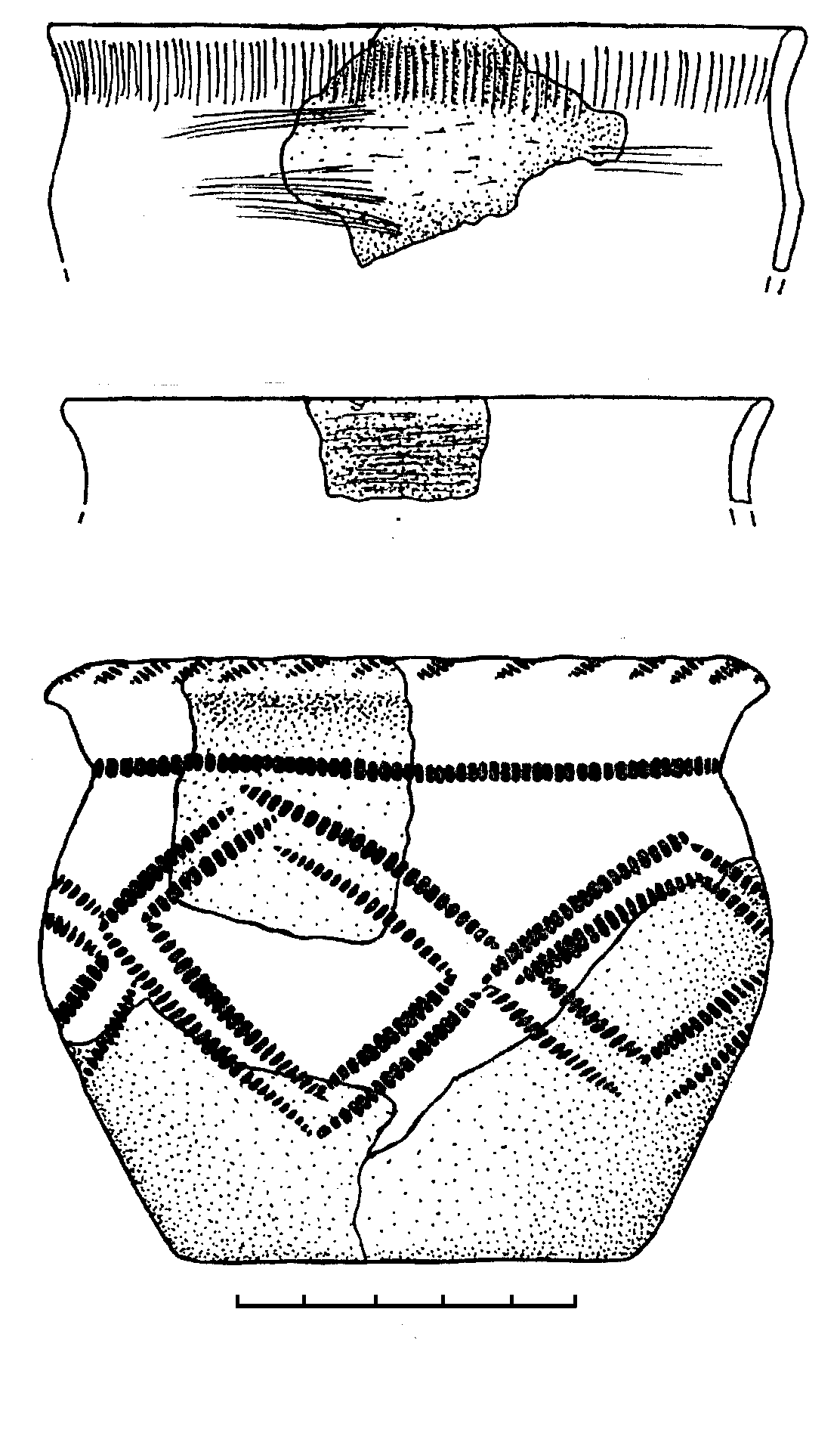
Позднеабашевская керамика

К поздней абашевской общности отнесены 532 фрагментов от 35 сосудов. В границах раскопа эта керамика тяготеет к северному скоплению очажных пятен и залегает на глубине 0,3-0,4 м. Выделяются подколоколовидные (7 экз.), горшковидные (21 экз.) и баночные (7 экз.) сосуды.
Подколоколовидные формы отличаются длинными и короткими шейками, уплощенными отвесными плечиками. Максимальный диаметр боковин меньше или приближен к диаметру венчика. Орнаменты невыразительны и состоят на шейках и плечиках из прочерченных зигзагов и поясков из коротких вертикальных расчесов.
Раструбные и прямые шейки горшковидных сосудов преимущественно короткие. Их боковины выпуклые, плечики скруглены и уплощены. У некоторых экземпляров верхний край шейки значительно утолщен и отогнут, у других – слегка стянут вовнутрь. На поверхности горловин прослежены врезные линии и круговые желобки. Орнаменты на шейках и плечиках состоят из поясков оттисков гребенчатого штампа, вдавлений уголка палочки и ногтя, прочерков в виде зигзагов. Видным элементом декора являются пояски из коротких вертикальных прочерков и расчесов. Нередко венчик украшен различными насечками и штампами. Прослежены ромбовидные фигуры из отпечатков крупнозубчатой гребенки.
Банковидные сосуды выделяются как прямыми, так и стянутыми вовнутрь бортиками. Они представлены высокими формами с нависающими стенками придонных частей. Верхняя треть банок пышно украшена волнистыми врезными и прочерченными линиями, круговыми поясками и зигзагами, короткими насечками в елочку и оттисками гребенчатого штампа. Круговые выразительные расчесы систематизированы и имеют орнаментальный характер.
Отдельные обломки стенок свидетельствуют о наличии декора в виде прочерченных прямоугольных фигур, расположенных в шахматном порядке, врезных зигзагов и многорядных композиций из поясков волнистых оттисков, вдавлений конца палочки и гребенчатых штампов. Из стенок сосудов изготовлены скребки и абразивы.
Из абашевского слоя происходят бронзовые овальная пластина от вертикальной оковки бортика деревянного сосуда и прессованный втульчатый наконечник стрелы с сердцевидным пером.

## Полуземлянка развитого этапа срубной культуры
В юго-западной части раскопа выявлен котлован небольшой полуземлянки развитого этапа срубной культуры. Он имел прямоугольную форму (6,6 х 5,1 м) с округленными углами и был ориентирован по линии восток-запад. Западная часть котлована пришлась на пологий западный склон возвышенности, из-за чего глубины дна от поверхности составляют от 1,2 до 0,5 м. На утрамбованном дне по периметру котлована выявлены ямки диаметром около 0,2 м от опорных столбов кровли. Система столбовых ям диаметром до 0,4 м наблюдалась и в центральной части котлована. Непосредственно в центре дна (ближе к западной стенке) расчищена очажная яма, заполненная пеплом, фрагментами керамики и костями животных. Ее диаметр составлял 0,65 м, глубина 0,1 м.
Фрагменты срубной керамики выявлены на дне котлована, в его заполнении и в окружающем культурном слое. Встречены фрагменты острореберных сосудов с плечиками, украшенными шнуровыми зигзагами. На горшковидных формах отмечены орнаменты из ногтевых насечек, треугольных штампов и прочерков. Простые сосуды баночного типа украшены в верхней части одиночными поясками из косых насечек, зигзагообразных прочерков и вдавлениями конца палочки.
В заполнении полуземлянки найдены костяные лощила, спицы, шпателя, четырехгранное бронзовое шильце и два небольших бронзовых слитка.